# 1902 en musique
| \| • Retour à la chronologie générale de la musique populaire • \| |
| XXIe siècle • XXe siècle • XIXe siècle • XVIIIe siècle XVIIe siècle • XVIe siècle • XVe siècle • XIVe siècle XIIIe siècle • XIIe siècle • XIe siècle • Xe siècle IXe siècle • VIIIe siècle • Haut Moyen Âge • Rome • Grèce |
| • Retour à la chronologie générale de la musique populaire • |

| • Retour à la chronologie générale de la musique populaire • |

| Années de la musique populaire : 1899 - 1900 - 1901 - 1902 - 1903 - 1904 - 1905    |
| Décennies de la musique populaire : 1870 - 1880 - 1890 - 1900 - 1910 - 1920 - 1930 |

Cet article présente les faits marquants de l'année 1902 en musique.

## Événements

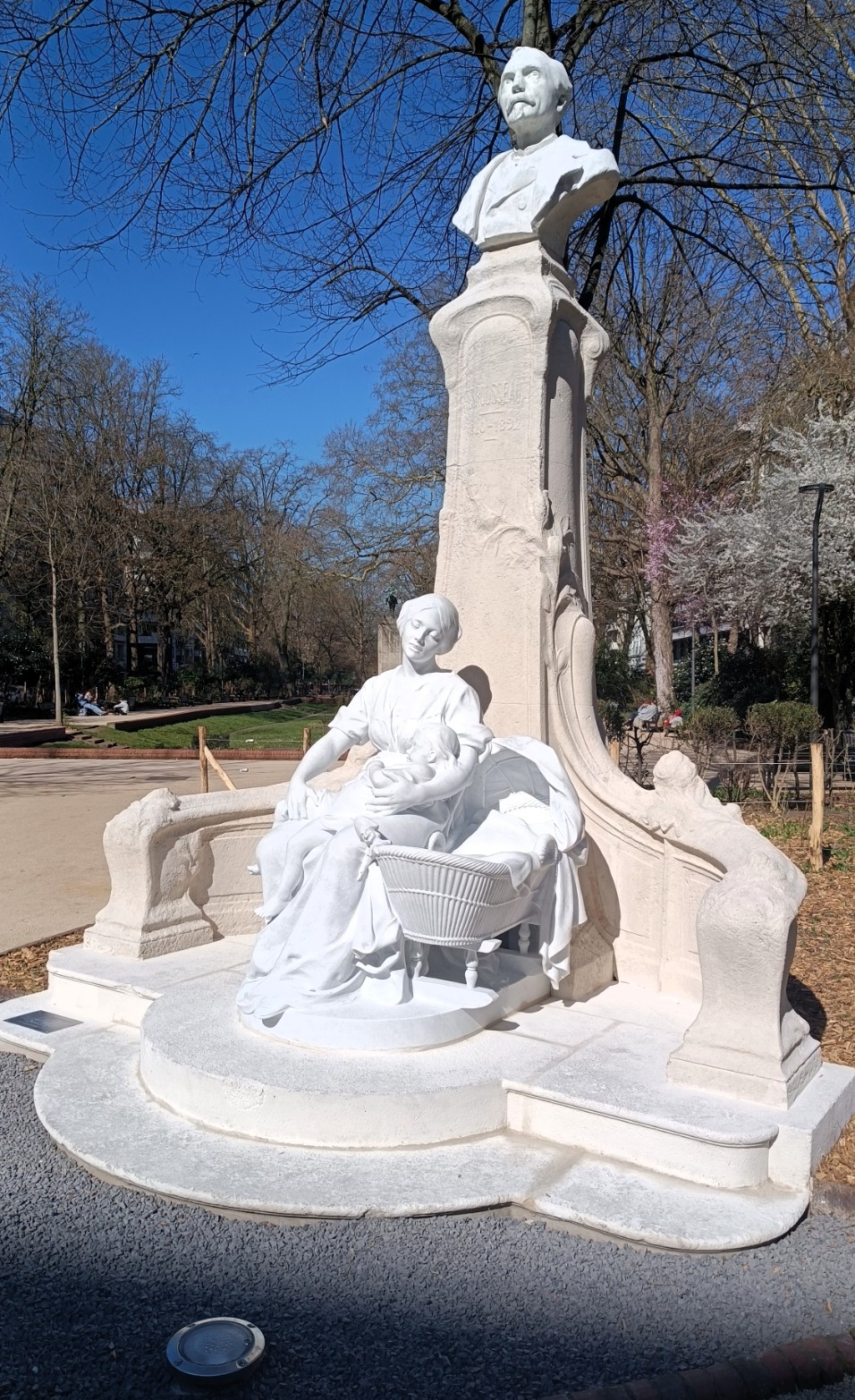
Monument en hommage à Alexandre Desrousseaux

- 28 mars : Aristide Bruant rachète l’Epoque et inaugure une série de nouveaux spectacles.
- 17 août : inauguration à Lille du monument en hommage au chansonnier Alexandre Desrousseaux, avec un buste sculpté par Eugène Déplechin et devant le socle une statue illustrant la chanson le P'tit Quinquin.
- Août : enregistrement et sortie de Isto É Bom, première chanson enregistrée au Brésil.
- 29 octobre :  le Dinwiddie Colored Quartet enregistre le gospel Steal Away[1].
- 6 novembre : création de l'opéra Adriana Lecouvreur, de Francesco Cilea.
- 8 novembre : Viens Poupoule, de Félix Mayol.
- Scott Joplin compose The Entertainer.
- Premiers enregistrements de Enrico Caruso pour la Gramophone and Typewriter Company[2].

## Naissances
- 8 février : Bessie Jones, chanteuse de gospel américaine († 17 juillet 1984).
- 26 février : J.D. Short, guitariste de blues américain († 21 octobre 1962).
- 21 mars : Son House, chanteur et guitariste de blues américain († 19 octobre 1988).
- 7 juin : Georges van Parys, compositeur français de musique de film, d'opérette et de musique légère († 29 janvier 1971).
- Juin : Skip James, chanteur, guitariste, pianiste et compositeur de blues américain († 3 octobre 1969).
- 31 août : May Alix, chanteuse de jazz et de blues américaine († 1er novembre 1983).
- 21 décembre : Peetie Wheatstraw, pianiste et chanteur de blues américain († 21 décembre 1941).
- 29 décembre : Marceau Verschueren, dit V. Marceau, accordéoniste et compositeur français († 22 octobre 1990).